# Necator americanus
Necator americanus è un verme nematode parassita facente parte della famiglia delle Ancylostomatidae. Parassita obbligato (può completare il proprio ciclo vitale solo all'interno dell'intestino tenue dell'organismo ospite), causa un'infestazione nota come necatoriasi, il cui quadro clinico è per buona parte sovrapponibile a quello dell'anchilostomiasi, causata da Ancylostoma duodenale, nematode appartenente alla stessa famiglia tassonomica. Le differenze principali tra A. duodenale e N. americanus riguardano la distribuzione geografica del parassita, le dimensioni dello stesso e la struttura dell'apparato buccale.

## Morfologia e genetica
Il parassita ha quattro superfici dentellate sul margine anteriore del proprio cavo orale, due in posizione ventrale e due in posizione dorsale, le quali constano di due "denti" ciascuna. L'animale è dioico e le femmine adulte misurano 9–11 mm di lunghezza, mentre i maschi raggiungono i 7–9 mm. N. americanus è piuttosto longevo, potendo vivere nell'intestino dell'ospite fino a 3-5 anni; ogni femmina fertile generalmente produce dalle 5 000 alle 10 000 uova al giorno.
Buona parte del DNA di N. americanus è stata sequenziata e analizzata; il genoma è costituito da 244 milioni di paia di basi, con 19 151 sequenze identificate come probabili geni che codificano per proteine. I prodotti di alcuni di questi geni mediano l'aggancio dei vermi alle pareti intestinali dell'ospite, altri consentono al parassita di svilupparsi e di nutrirsi del sangue, altri ancora codificano per proteine che potrebbero rappresentare un futuro bersaglio molecolare dei farmaci antielmintici. Altre famiglie di geni codificano per proteine che probabilmente svolgono funzioni di immunomodulazione; essi potrebbero essere impiegati nell'ambito della terapia elmintica (che prevede la deliberata infestazione con vermi) allo scopo di curare l'asma e alcune malattie infiammatorie.

## Distribuzione e habitat
N. americanus si trova principalmente nelle aree a clima temperato e in quelle a clima tropicale; per sopravvivere, le uova del verme necessitano di un ambiente umido, caldo e ombreggiato. Le uova tendono a morire in caso di abbassamento della temperatura o di inaridimento del suolo. Le abbondanti precipitazioni tipiche delle aree tropicali e subtropicali, specie durante la stagione delle piogge, sono correlate ad un transitorio aumento dell'endemia di N. americanus. Poiché l'infestazione avviene soprattutto nei lavoratori a frequente contatto con la terra (in particolare nel settore agricolo) ed essendo questi lavori a prevalenza maschile, è più frequente osservare infestazioni da N. americanus in soggetti maschi.
La più alta incidenza delle infestazioni da N. americanus si osserva in Asia e nell'Africa sub-sahariana, specialmente in aree particolarmente povere e con standard igienico-sanitari molto bassi. Negli Stati Uniti d'America, N. americanus è alla base del 95% delle patologie da "hookworms" ("vermi uncinati" che si nutrono del sangue dell'ospite, come N. americanus, Ancylostoma duodenale e, occasionalmente, Trichuris suis); la trasmissione del parassita, storicamente rilevante soprattutto negli Stati federati più meridionali, è maggiore tra i bambini in età scolare e nelle aree rurali più povere. Le uova del verme, così come le larve all'inizio del proprio sviluppo, non sopravvivono alle basse temperature e all'aridità dei suoli, infatti il parassita è più comune nelle aree a mediio-alta piovosità e con temperature medie più elevate. Le infestazioni da Ancylostoma duodenale, oltre che in molte aree tropicali, sono particolarmente diffuse nelle aree europee a clima temperato, soprattutto nei paesi del bacino del Mediterraneo.

## Ciclo vitale

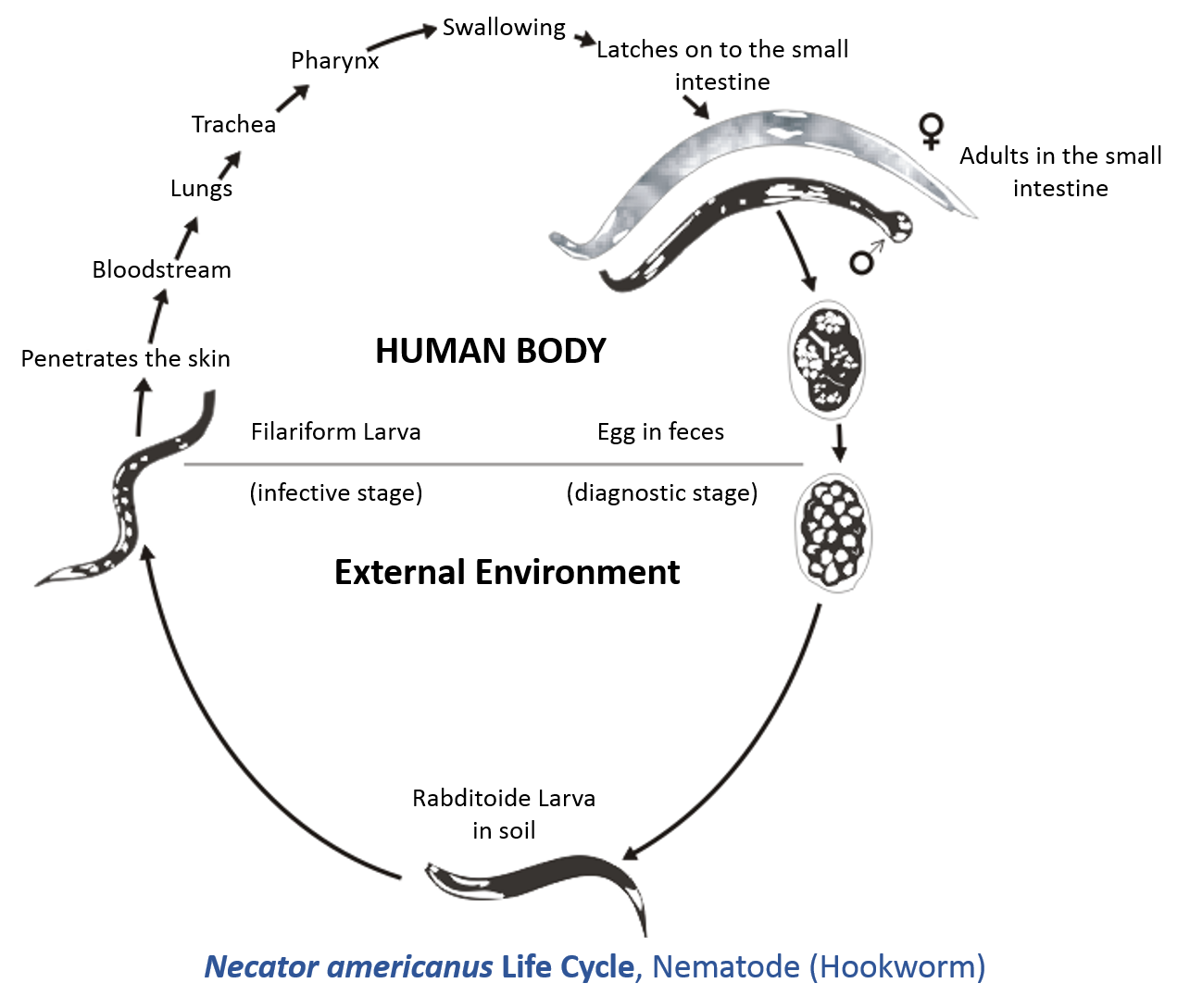
Ciclo vitale di N. americanus all'interno e all'esterno dell'organismo umano

Le uova, inizialmente non vitali, diventano embrionate dopo 24-48 ore di giacenza nel suolo in condizioni ambientali favorevoli; qui inizia lo sviluppo del verme. Il primo stadio dello sviluppo del verme immaturo è detto rabditiforme, durante il quale la larva cresce nel suolo e muta in una larva al secondo stadio; dopo un ulteriore cambiamento morfologico, la larva, ormai entrata nella fase 3 e detta filariforme, acquisisce la capacità di infestare l'ospite. I tre stadi dello sviluppo larvale si completano in 5-10 giorni in tutto.
Le larve penetrano nella cute dell'organismo ospite e, trasportate dal torrente ematico, raggiungono i polmoni; una volta annidatesi negli alveoli polmonari, esse risalgono lungo la trachea e, spesso mediante episodi di tosse, vengono immesse nella faringe, dalla quale percorreranno l'apparato digerente a seguito della deglutizione e della peristalsi; la sede del definitivo incistamento delle larve è l'intestino tenue. Una volta raggiunto il tenue, le larve maturano in vermi adulti, i quali generalmente sono fertili e producono uova. Il cavo orale dentellato di questi parassiti permette loro di vivere nel lume intestinale e di nutrirsi del sangue dell'ospite, provocando spesso anemia sideropenica. Il ciclo vitale del verme si completa con l'espulsione delle uova tramite le feci e il loro eventuale annidamento nei suoli; alcune femmine di N. americanus producono fino a 30 000 uova al giorno.
La maggior parte degli esemplari adulti di N. americanus vivono 1-2 anni nell'intestino. Il ciclo vitale di questo parassita differisce lievemente da quello di Ancylostoma duodenale, in quanto, a differenza di quest'ultimo, N. americanus non arresta precocemente il proprio sviluppo nell'organismo ospite e può migrare attraverso i polmoni.

## Infestazione

### Sintomi e segni
L'infestazione da N. americanus si divide in due stadi: quella larvale e quella operata dai vermi adulti.
Le larve penetrano la cute e migrano attraverso numerosi organi, passando anche per le vie aeree e il sistema linfatico. Una volta raggiunti i linfonodi, le larve entrano nel torrente ematico e da qui raggiungono i polmoni e l'intestino. Alcune larve non riescono a penetrare il derma; in tal caso possono restare intrappolate nella pelle, causando irritazioni cutanee e, talvolta, manifestazioni di larva migrans cutanea. Durante la migrazione larvale, possono verificarsi dispnea ed episodi di tosse anche insistente.
Una volta aderite alla parete dell'intestino tenue, le larve stazionano e maturano negli esemplari adulti; per mezzo del loro apparato buccale, i vermi raggiungono i vasi sanguigni intestinali (prevalentemente arteriole e capillari) e da essi aspirano il sangue. Poiché il processo di incubazione inizia a seguito dell'ingresso delle larve nell'intestino tenue, in alcuni casi accade che sintomi e segni dell'infestazione non compaiano prima di 40 giorni dall'attracco delle larve sulle pareti intestinali. Il costante prelievo del sangue attuato dai vermi può causare una diminuzione dei livelli di proteine nel sangue (ipoproteinemia) e anemia, in particolare sideropenica (da ingravescente carenza di ferro).
Ogni singolo esemplare di N. americanus può assorbire fino a 30 microlitri di sangue al giorno dall'organismo dell'ospite. Nei bambini l'anemia sideropenica causata dalla parassitosi può determinare un ritardo globale dello sviluppo.
L'infestazione da N. americanus può causare anche dolori addominali (che spesso peggiorano a seguito dei pasti), diarrea, gonfiore addominale e nausea.
I pazienti che presentano tra i 25 e i 100 esemplari del verme sviluppano sintomi come astenia, calo ponderale e lievi episodi di cefalea. Se il numero di vermi è compreso tra 100 e 500, in genere si osservano spossatezza estrema, sideropenia (carenza di ferro) e dolori addominali. Se l'infestazione è causata da oltre 500 esemplari adulti, in alcuni casi, si può verificare la morte del paziente. I bambini e le donne incinte, se vittime dell'infestazione da N. americanus, tendono a sviluppare un'anemia più grave e necessitano di maggiori quantità di ferro e proteine da assumere con l'alimentazione.

### Diagnosi
Il metodo diagnostico più comune in caso di sospetta infestazione da N. americanus è la ricerca delle uova del verme nelle feci; le uova, visibili al microscopio, presentano un guscio sottile e hanno una forma ovalare. Sul semiasse maggiore misurano 56-74 micrometri, mentre la loro larghezza va dai 26 ai 40 micrometri.

### Trattamento
Il trattamento di queste infestazioni prevede generalmente la somministrazione dell'albendazolo o in alternativa del mebendazolo, due farmaci antielmintici di tipo benzimidazolico. Questi farmaci uccidono i vermi adulti legandosi alla beta-tubulina, una proteina abbondante in questi nematodi; inattivando questa proteina, i microtubuli nelle cellule del verme non possono più polimerizzare, dunque il parassita va incontro a paralisi e alla morte. L'efficacia della terapia varia al variare del farmaco: in caso di assunzione di una singola dose di antielmintico, si ottiene una disinfestazione completa nel 72% dei casi trattati con albendazolo, nel 15% dei casi trattati con mebendazolo e nel 31% dei casi trattati con pirantel pamoato. Nel corso degli anni si è osservato un aumento della resistenza del parassita alla terapia, in particolare a quella a base di mebendazolo.
Se il soggetto infestato dal parassita è una donna al primo trimestre di gravidanza, la somministrazione dei farmaci antielmintici è sconsigliata.
Negli anni '40 del XX secolo, il trattamento di elezione consisteva nella somministrazione di 3-4 millilitri di tetracloroetilene, seguiti dall'assunzione di 30-45 grammi di solfato di sodio. Il tetracloroetilene risultava efficace nel debellare nell'80% dei casi l'infestazione da N. americanus e nel 25% dei casi quella da Ancylostoma duodenale, tuttavia il suo impiego è stato abbandonato a causa della sua tossicità, peraltro generalmente modesta.

### Prevenzione
La prevenzione della necatoriasi si attua evitando di usare le feci umane come fertilizzante e di defecare all'aperto, allo scopo di prevenire la contaminazione ambientale da uova del parassita. La trasmissione diretta da uomo a uomo per semplice contatto cutaneo non è possibile.
I maiali possono fungere da ospiti intermedi di Necator americanus.

### Impatto socio-economico
Sono stati compiuti molti sforzi per migliorare gli standard igienico-sanitari nelle aree ad alta endemia di N. americanus. Le attuali strategie di controllo includono una profilassi farmacologica di massa dei bambini di età compresa tra i 4 e i 6 anni, allo scopo sia di prevenire l'infestazione che di debellare eventuali infestazioni in corso.